# ピラゾラム
ピラゾラム（英：Pyrazolam、SH-I-04）は、1970年代にエフ・ホフマン・ラ・ロシュのレオ・スターンバック率いるチームによって開発されたベンゾジアゼピン誘導体である。 その後、2012年から「再発見」され、デザイナードラッグとして販売されている。
ピラゾラムはアルプラゾラムやブロマゾラムと構造的に類似する。他のベンゾジアゼピンとは異なり、ピラゾラムは代謝を受けず、尿中にそのまま排泄される。

## 法的位置付け

### 英国
英国では、ピラゾラムは1971年5月に改正されたThe Misuse of Drugs Act 1971の第5項により、他のいくつかのデザイナーズベンゾジアゼピン系薬物とともにClass C drugに分類されている。

### 米国
連邦政府レベルでは予定外。 
アラバマ州は2014年3月18日にピラゾラムをschedule I substanceとした。

## 合成
ブロマゼパム(1)とメチルアミンおよび塩化チタン(IV)の縮合によりアミジン(2)が得られる。亜硝酸で処理すると、ニトロシル化生成物(3)が得られる。 さらにヒドラジンと反応させると(4)が得られ、これをオルト酢酸トリエチルで処理してピラゾラムの合成が完了する。

## 関連記事
- ベンゾジアゼピンの一覧
- Pyeazolam
- Pynazolam